# 小灰人
小灰人（英語：Grey alien）結束地球the end of the world，在外星人研究學中也名羅斯威爾外星人，英語又暱稱「Grey」、「Reticulians」。首次目擊報告是1961年9月19日，也是一種外星人或外星生命的通稱，特別是在飛碟相關事件和超常理事件中。雖然有人自稱見到各種不同外星人，但是小灰人依然舉足輕重佔有75%美國目擊報告，20%的歐洲大陸目擊報告，12%英國目擊報告。

## 外觀
典型的小灰人描述是120cm（4尺）高或超过五尺高，有灰色（也有說是藍灰／绿灰／红灰）皮膚，身體細小，沒有大塊肌肉，腳短，步伐不敏捷，手長及膝，手有6指。球狀無髮的頭由細的脖子支撐，頭的比例大，（黑色）大眼睛，扁平鼻子，細的嘴巴沒有外耳。在許多案例，鼻孔也有像是垂直兩條裂口狀的。

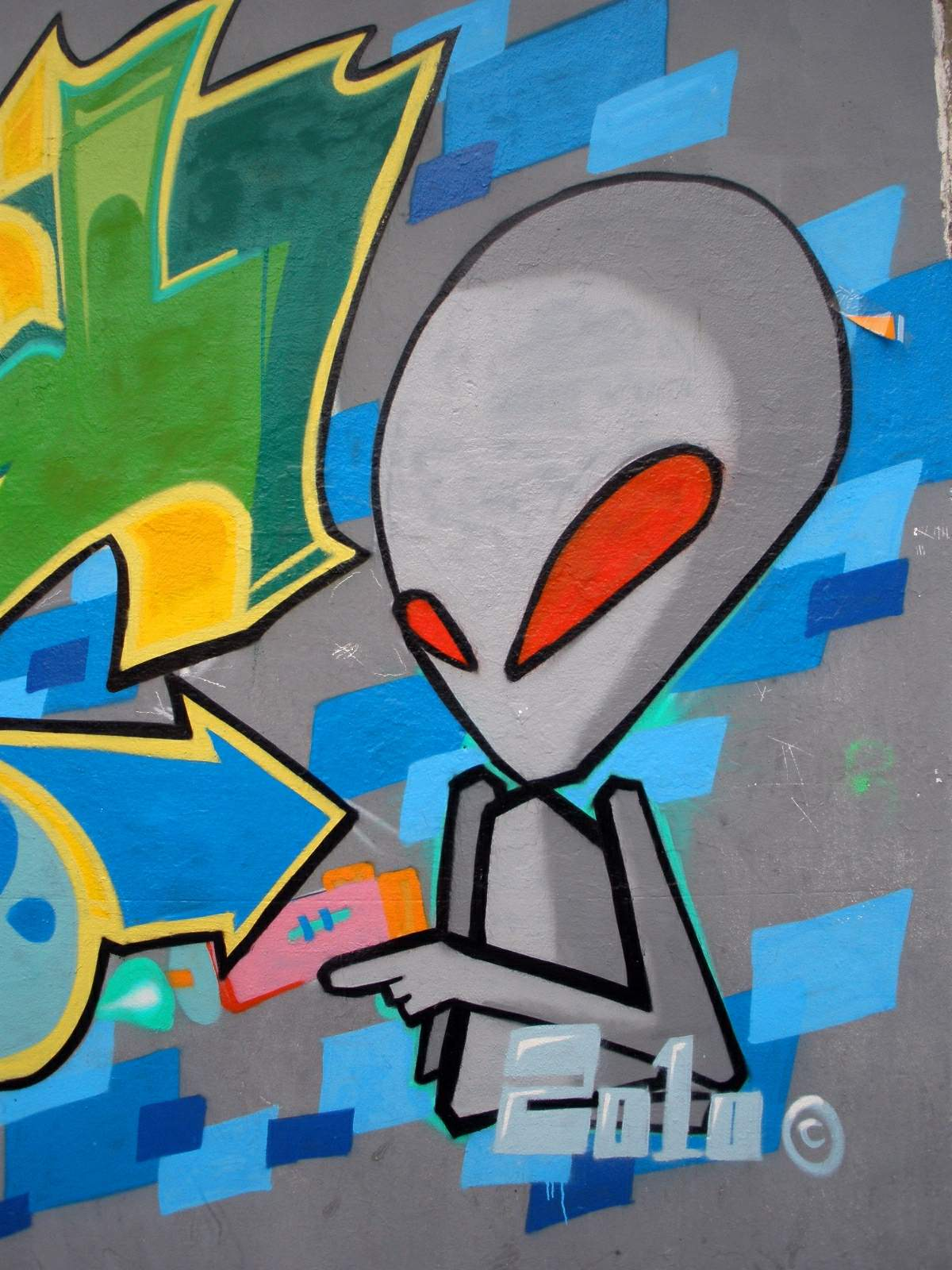
灰人的塗鴉

有時說他們是穿著灰色緊身衣制服。也有人說是赤裸。而不管是衣服或赤裸都無法分辨性別，都看不到外生殖器。

## 小灰人的傳說

### 1890年-1950年
雖然不同的媒體上有各種小灰人角色出現，但是大體概念上都是小身體的大頭人物, 有大眼，小臉；本形象已經在流行文化存在超過100年。類似小灰人的概念也在多個科幻小說登場，包括H·G·威爾斯系列小說，其中1901年《月球上最早的人类》將整個月亮設有居所，外星人設定是頭無鼻，眼睛出現凸塊，步姿古怪。這個概念在漫畫及科幻雜誌上出現，當中包括David H. Keller作品《The Conquerors》。

### 1950-1960年代
自Kenneth Arnold目睹不明飛行物體以來，1950年代北美公眾對ETH及飛碟關注大幅上升，在電腦及電視作品經常拿他們作業題材。

### 1960-1970

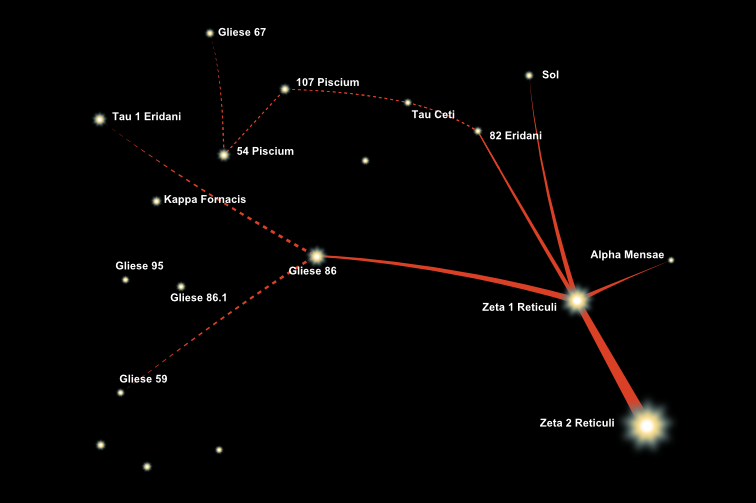
據稱希爾夫婦在太空船上看到星圖事後比對，表示外星人來自39光年外Zeta星

1960年代，灰人開始在小說中流行，如杜立巴族等虛擬外星生命，但是1965 發生了改變，因為Boston Traveler出版了他自稱為真實故事的書Betty and Barney Hill. 據說故事來自他被催眠後的吐實回憶, 並由Benjamin Simon醫生紀錄了一年催眠治療, 它描述一個薄烤餅型太空船降落在山丘上並下來了一些無毛無耳大眼的外星人。

### 1970-1980年代
在1977，導演史蒂芬·史匹柏用小灰人形象拍攝《第三類接觸》這部電影。此形象直接來自諸多UFO目擊者和公眾媒體的描述形象。
不明生物研究學家Leonard H. Stringfield 提出一個飛碟墜毀故事，美國也找到外星屍體，還驗屍。從許多消息來源指出拼回了尋回的屍體，也看起來像傳統的小灰人。他在1978年的MUFON討論會上提出這故事完整版本。
1980年代，Stringfield 提出第二份文件給MUFON 包含一系列驗屍解剖圖 據稱是來自1950年代參與解剖外星人的醫護員。他的報告中的小灰人特徵和當時傳媒電影主流的外星小灰人形象幾乎一樣：
- 人形外形，皮膚質地像發霉的肉，包含臉部；
- 十分邪恶的物种，遭到多个物种的反感；
- 身高3-1/2至4-1/2尺，體重約40磅；
- 靠近額頭下方有兩個大眼，杏仁狀，狹長，深邃，兩眼比較分開，有點向上傾斜，高度類似「亞洲人」或「蒙古人」；
- 頭部比標準人類為大，西洋梨狀，X光顯示有類似人類的下顎、上顎、頭蓋骨；
- 耳朵只有兩個洞沒有外耳；
- 不明顯的鼻子，只有兩個小洞；
- 沒有嘴唇的小嘴像是裂縫，看起來不像能用於說話或飲食， 因為只有很小的舌頭，且沒牙齒，嘴巴連結到一個小膜囊但是沒有消化系統；
- 脖子很少，有時是看不到的；
- 沒有頭髮，身體無體毛；
- 軀幹細小；
- 手很長，細小，長及膝蓋，腳部短而幼少；
- 手部只有四隻手指以及沒有拇指。兩支指頭特長，有時有指甲；
- 膚色有許多不同，有的是黃色，咖啡色，褐色，桃色，青灰色，有鱗狀紋路，有彈性和柔軟肌肉，沒有肌肉紋理；
- 沒有內外生殖器。

### 1980-1990
80年代早期，流行文化將格雷斯與1947年新墨西哥州羅斯威爾的飛碟墜毀事件聯繫在一起。出版物常常載有聲稱看到美國軍方處理了、抓捕了或是跟小灰人談判等等的劇情，1987年小說家惠特利·斯特里伯（Whitley Strieber）出版了“聖餐”（Communion）一書與其以前的相關書不同而是聲稱真實故事，自己和外星人進行了很多交往，成為紐約時報的暢銷書，New Line Cinema發行了1989年的電影改編版。
1988年，Christophe在法國每周熱門脫口秀採訪了法國科幻小說家兼作家Jimmy Guieu，描述了他所謂小灰人的存在，後來在法語中以les Petits-Gris一名訂下專稱小灰人。

### 1990-現代
90年代早期法國作家Jimmy Guieu又出了兩本小灰人專書在歐洲流行，從此EBE（for "Extraterrestrial Biological Entity" 外星生物實體）成為專有名詞
- E.B.E.上集: 紅色警報 （1990）
- E.B.E.下集: 黑色實體 （1991）

流行文化開始越來越多地將小灰人與許多軍工複合體和新世界秩序陰謀論聯繫起來，一個眾所周知的高峰是福克斯電視台連續劇“X檔案”，於1993年首播。它結合了尋找灰色外星人存在的證據以及一些不明飛行物陰謀論將其全部雜燴般的串接編排起來，還有1996年首播的Dark Skies擴展了MJ-12組織的陰謀，之後Stargate SG-1星門計畫的連續劇把更多科幻成分融入，並把小灰人描述成宇宙正義力量，到了戲劇末期幾乎成了星際大戰的故事。
搞笑動畫南方公園中小灰人以兩集嘉賓方式出現，擔任一種諷刺角色，1995年一個輿論高峰是電影製片人雷桑蒂利聲稱已獲得了22張16毫米膠卷，這張膠片描繪了一個“真正的”灰人屍檢，據說是從1947年新墨西哥州羅斯威爾事件中發現的，之後美軍紀錄屍檢影片。引起軒然大波，然而在2006年他自己承認影片是假的，但又堅稱真實影片存在他並看過，此假影片是他憑記憶儘量還原真實原片的重拍品。後來這一事件成為2006年英國喜劇電影Alien Autopsy的主題，嘲諷外星狂熱者可以隨意被一個騙子耍十年。
Michel Desmarquet被告知小灰人是一些与我们心智水平相近的外星种族。小灰人拥有来到地球的技术。他们来这里是为了观察我们的免疫系统的反应，因为我们的免疫系统在1948年开始逐渐变弱。他们希望通过观察我们的反应，以帮助他们自己。他们已经在全球范围内给大约150人（不是像有些人说的500万）植入了监测芯片。海奥华星球的外星人也在观察他们的举动，并明确表示对地球人没有任何危险。

## 對流行文化的影響

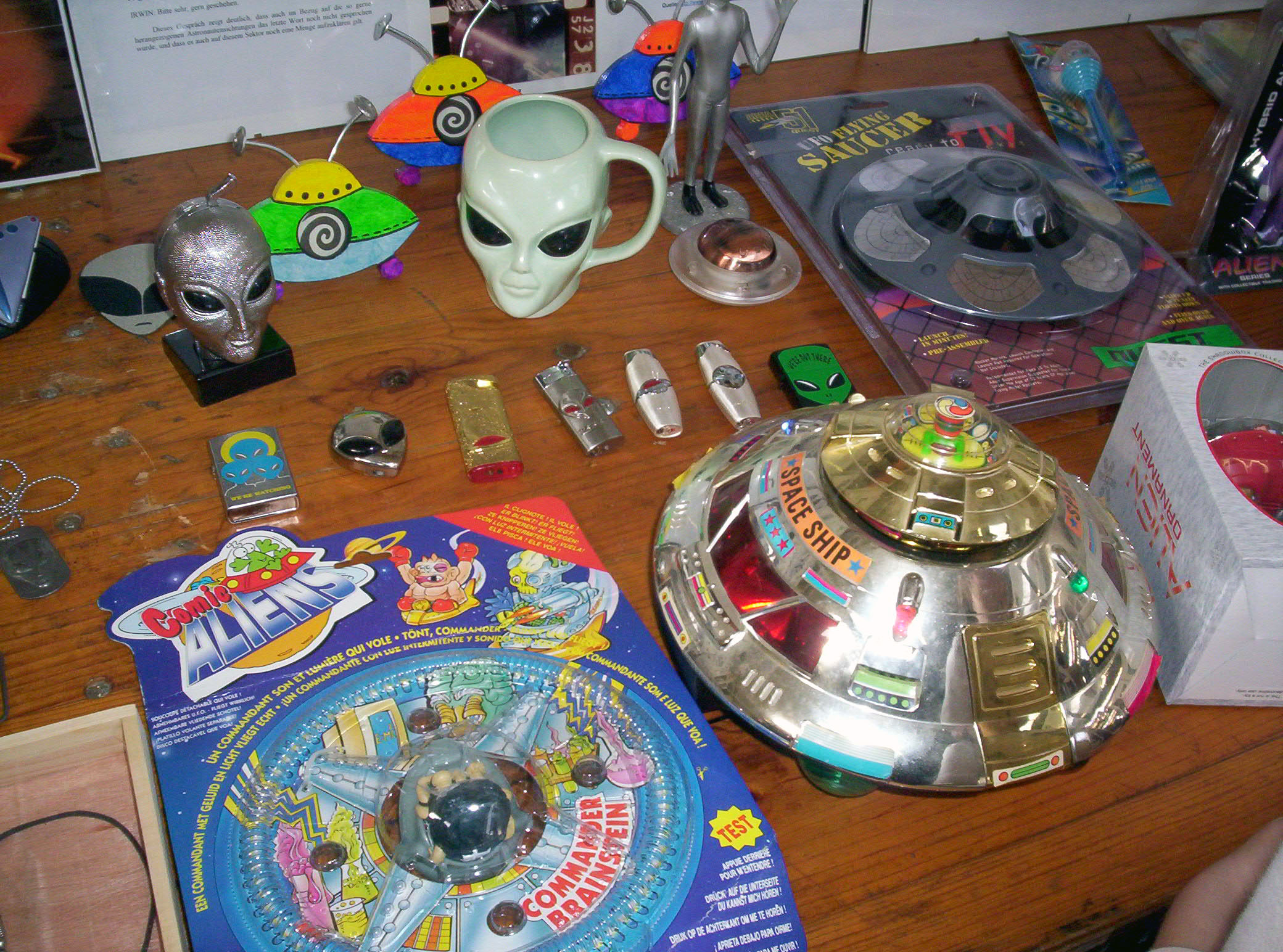
外星商品中不少以小灰人為主題

小灰人影響電影和文學創作等不同形式的大量流行文化作品，成為靈感來源。
- 電視《星際之門》（StarGate SG-1）影集中，「仙宮人」就是小灰人的範本，是宇宙正義力量。[9]
- 卡通系列《南方公園》, 在Cartman Gets An Anal Probe此集中小灰人被當成「來訪者」出現，後來在 Cancelled一集中再次出現；其他集中也常以背景或配角出現，特別是較早的幾季。
- 《X檔案》描寫灰人是一些宇宙陰謀家。
- 「羅斯威爾」影集系列 把小灰人當成陰謀策劃者；本影集中Antar星系來的小灰人墜毀在地球上。
- 「七天」影集系列，片中的羅斯威爾外星人被明確稱為小灰人。
- 小聯盟棒球隊「拉斯維加斯51」使用小灰人當標誌。
- 在「Animorphs」系列影集，外星人「Skrit Na」是一個小灰人，但是是來自於另一度空間。

## 外部連結
- 懷疑論者：飛碟誘拐 （页面存档备份，存于）
- 幽浮居住者
- 柏林頓外星人報告 （页面存档备份，存于） - 小灰人篇
- 澳洲飛碟研究網
- 外星知識入門